# Lili Kraus
Lili Kraus (* 4. März 1905 in Budapest, Österreich-Ungarn; † 6. November 1986 in Asheville, USA) war eine Pianistin.

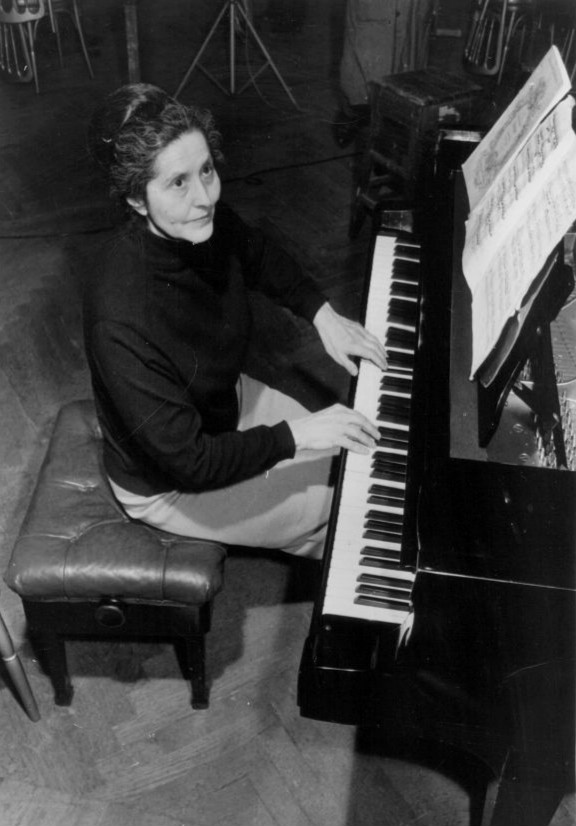
Lili Kraus (1971)

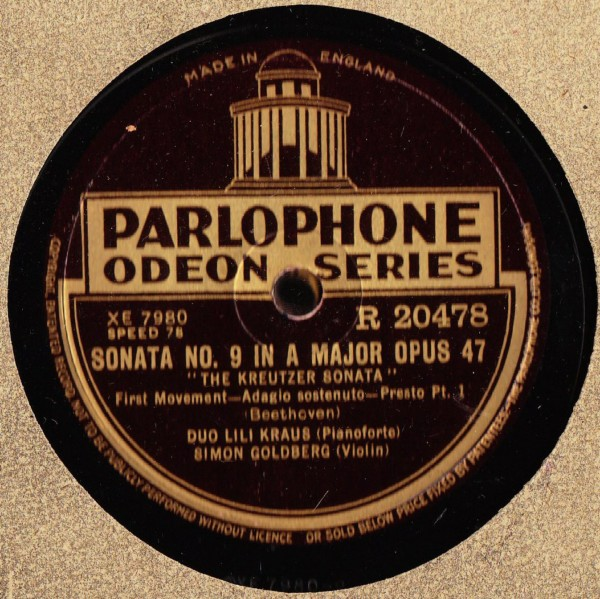
Kreutzer Sonate mit Simon Goldberg 1936

## Jugend und Ausbildung
Lili Kraus wurde zwar in ärmlichen Verhältnissen geboren, erlernte aber schon mit 6 Jahren das Klavierspielen. Bereits als Achtjährige wurde sie am Königlichen Konservatorium von Budapest aufgenommen. Hier hatte sie Unterricht in Theorie bei Zoltán Kodály und am Klavier von Béla Bartók. Sie schloss ihr Studium als 17-Jährige mit Auszeichnung ab. Im Jahr 1922 wechselte sie dann an die Wiener Musikakademie und perfektionierte sich bei Severin Eisenberger, Schüler von Theodor Leschetizky, und studierte zeitgenössische Musik bei Eduard Steuermann, einem der frühen Schüler Arnold Schoenbergs. Die dreijährige Meisterklasse beendete sie bereits nach einem Jahr. Daraufhin wurde sie an der Wiener Musikakademie selbst Professorin, kündigte diese Lebensstellung jedoch 1930.
In Wien begegnete sie Otto Mandl, einem wohlhabenden Bergbau-Ingenieur und Philosophen. Sie traten zum katholischen Glauben über und heirateten am 31. Oktober 1930. Mandl gab seinen Beruf auf und widmete sich Lilis Karriere. Damit sie die Meisterklasse von Artur Schnabel besuchen konnte, zogen sie im gleichen Jahr nach Berlin. Hier wurden ihre beiden Kinder, Ruth und Michael, geboren. 1932 zog die Familie an den Comer See, nach Tremezzo in Italien, wo sie bis 1938 wohnten. 1933 kam Artur Schnabel ebenfalls nach Tremezzo, wo er eine Musik-Schule einrichtete.
In den 1930er Jahren ging sie auf Tournee, sowohl als Solistin wie auch als Kammermusik-Partnerin des Geigers Szymon Goldberg. Für die britische Plattenfirma Parlophone nahmen sie 1935 und 1937 die Sonaten von Beethoven und Mozart auf. Daneben gehörten Chopin, Haydn, Schubert und Béla Bartók zu ihrem Repertoire. Vor dem Nahen des Nationalsozialismus flüchteten Kraus und Goldberg nach London und wurden britische Staatsbürger, blieben jedoch nur ein Jahr dort, bevor sie weiter nach Amsterdam reisten. Von hier aus ging Kraus 1940 auf eine Welttournee, die mit ihrem amerikanischen Debüt 1941 in San Francisco begann.

## In japanischer Gefangenschaft 1943–45
Im Juni 1943 wurde sie – ebenso wie Goldberg – mit ihrer Familie in Djakarta unter einem Vorwand von den Japanern inhaftiert. Beide wurden von ihren Familien getrennt und kamen in verschiedene Gefangenenlager, so dass sie über ein Jahr lang nichts voneinander wussten. Kraus teilte eine Zelle mit 12 anderen Frauen und wurde zu harter körperlicher Arbeit verurteilt, u. a. dem Säubern von Latrinen, wodurch sie sich Verätzungen an den Händen zuzog. Die Tagesration bestand aus zwei Tassen Reis und bitterem Kräutertee. Durch Intervention eines japanischen Dirigenten, der sie 1936 in Tokio gehört hatte, kam sie nach einem Jahr in ein anderes Lager und wurde mit ihrer Familie vereint. Auch durfte sie wieder Klavier spielen. Nach weiteren zwei Jahren wurden sie im August 1945 frei gelassen. Sie hatte stark abgenommen und ihr Körper war mit offenen Wunden und Infektionen bedeckt. Ihr persönlicher Besitz war verloren. Der Gefangenschaft hielt sie später zugute, dass sie viele Klavierwerke auswendig lernte. Durch die harte Arbeit waren ihre Hände kräftiger geworden, doch ihre Finger hatten an Sensibilität verloren, so dass sie geduldig das Klavierspiel praktisch neu erlernen musste.
In Australien sammelte sie neue Kräfte. Innerhalb von 1½ Jahren gab sie über 120 Konzerte in Australien und Neuseeland. In Anerkennung ihrer Verdienste bei der Hilfe notleidender Länder erhielt sie die Ehrenbürgerschaft von Neuseeland mit einem Pass, mit dem sie fortan reiste.

## Neuanfang 1948
1948 war Kraus bereit für den zweiten Abschnitt ihrer Karriere. Sie kehrte nach Europa zurück und machte ihre erste Schallplattenaufnahme nach dem Krieg. 1949 spielte sie erfolgreich in New York. Im gleichen Jahr zog sie mit ihrer Familie nach Südafrika, wo sie an der Universität Kapstadt von 1949 bis 1950 lehrte. Danach lebte die Familie in Paris und Wien, bis sie sich in Nizza niederließ, wo Kraus' Ehemann 1956 verstarb.
In Deutschland war es für Kraus in den 1950er Jahren schwer, sich gegen Pianisten wie Wilhelm Backhaus, Edwin Fischer oder Wilhelm Kempff und deren Interpretationsstile durchzusetzen, etwa bei der Auffassung der Klaviersonaten Beethovens. In Frankreich gelang es ihr dagegen, die Musik-Öffentlichkeit auf sich aufmerksam zu machen. So war die Schallplattengesellschaft Les Discophiles français an einer Zusammenarbeit interessiert und plante mit Kraus bereits Anfang der 1950er Jahre eine Gesamteinspielung der Klavier- und Kammermusik-Werke Mozarts und Haydns, die dann aber nicht ganz zu Ende gebracht wurde. Mit dem Geiger Willi Boskovsky nahm sie Mozarts Violinsonaten auf, und in der Trio-Besetzung Lili Kraus, Willi Boskowsky, Nikolaus Hübner wurden Mitte der 1950er Jahre die Klaviertrios eingespielt. Wenige Zeit später verlief das Mozart-Projekt dann im Sande.
Ein Höhepunkt ihrer Auftritte war das Konzert beim Hochzeitsbankett von Schah Mohammad Reza Pahlavi am 12. Februar 1951 im Golestanpalast von Teheran. In der Canterbury Cathedral spielte sie als erste Künstlerin in einem Kirchenkonzert. Sie konzertierte in der neuen brasilianischen Hauptstadt Brasília und trat mit dem Salzburger Kammerorchester beim marokkanischen Mozart-Festival in historischen Palästen und Höfen auf.
Kraus war langjährige Jurorin des Van Cliburn International Piano Competition in Texas und Mitglied der Jury des Santander Klavierwettbewerbs Paloma O’Shea Santander International Piano Competition im Jahr 1982.
Im Sommer 1965 verbrachte sie einige Wochen bei Albert Schweitzer in Lambaréné und erfreute ihn auf dem Krankenbett durch ihr Beethoven-Spiel.
1968 ernannte sie die Texas Christian University in Fort Worth zum Artist in Residence; sie unterrichtete dort durchgehend bis 1983.
In den letzten zwanzig Jahren lebte sie bei ihrer Tochter Ruth und Schwiegersohn Fergus Pope in Asheville, North Carolina, wo sie 1986 verstarb.

## Bedeutung
Kraus war eine der profiliertesten Mozart-Interpretinnen des 20. Jahrhunderts. Ihre Ende der 1960er Jahre entstandene Gesamtaufnahme der Klaviersonaten gilt heute noch als vorbildlich; auch ihre Aufnahme sämtlicher Klavierkonzerte (mit dem Wiener Festivalorchester unter Leitung von Stephen Simon) aus den Jahren 1965/66, die parallel zu Géza Andas 1961 begonnener Gesamtaufnahme erschien, besitzt hohen künstlerischen Wert. Anders als viele Pianisten ihrer Zeit bevorzugte Kraus keine kraftvollen Töne, sondern arbeitete an klanglichen und agogischen Details, ohne die große Linie zu vernachlässigen. Da sie nie einen Exklusivvertrag mit einer Schallplattenfirma eingegangen war, waren ihre Platten lange Zeit nur unter Schwierigkeiten erhältlich. Inzwischen sind jedoch ihre Aufnahmen der Jahre 1933–1958 bei den Labels Parlophone, Ducretet-Thomson und Les Discophiles Français (darunter Einspielungen von Violinsonaten Mozarts und Beethovens mit Goldberg) sowie die Gesamtaufnahme der Mozart-Konzerte auf CD wiederveröffentlicht worden.

## Weiterführende Literatur
- Steve Roberson: Lili Kraus. Biography. Texas University Press, 2000. ISBN 978-0-87565-216-0
- Alain Paris, Klassische Musik im 20. Jahrhundert, 2. Auflage, dtv, München 1995; ISBN 3-423-32501-1